# Phytomyza oreas
Phytomyza oreas är en tvåvingeart som beskrevs av Griffiths 1974. Phytomyza oreas ingår i släktet Phytomyza och familjen minerarflugor. Inga underarter finns listade i Catalogue of Life.